# Drosophila uniseta
Drosophila uniseta är en tvåvingeart som beskrevs av Wasserman, Koepfer och Ward 1973. Drosophila uniseta ingår i släktet Drosophila och familjen daggflugor.
Artens utbredningsområde är Venezuela.